# Еномај
Еномај (грч. Οινόμαος) је у грчкој митологији био краљ Пизе у Елиди. Био је син Ареја и Харпине или Стеропе или Хипероха и Стеропе, а као његов отац се наводио и Алксион. Имао је бројно потомство. Са Стеропом или Еваретом је имао синове Леукипа и Диспонтеја, као и кћерку Хиподамију, а имао је и Хиподама и Алкипу са женама чије име није познато.

## Митологија
Хиподамија је имала много просилаца, али Еномај није желео да је уда или због зога што је био заљубљен у њу или зато што му је проречено да ће му њена удаја донети смрт. Зато је поставио услов просиоцима да се тркају са њим кочијама од Пизе до Посејдоновог жртвеника на Истму. Еномајеве кочије су вукли божански коњи, Псила и Харпина које му је поклонио његов отац Ареј и који су били бржи од северног ветра, па је својим противницима давао и предност. Док је давао жртву Зевсу, просилац би узимао Хиподамију у своје кочије, а Еномеј би кретао тек након обеда. Лако би га сустигао и погодио копљем у леђа. Савком просиоцу би потом одрубио главу и њоме „украшавао“ зидове своје палате. Након туцета убијених просилаца у Пизу је стигао и Пелоп који га је победио. Овај пут, живот је изгубио Еномеј или тако што се уплео у узде, па су га коњи вукли док није издахнуо или га је Пелоп убио. Према једном предању, Еномеј је самом себи одузео живот након што је проклео свог кочијаша Миртила, уз чију помоћ је Пелоп и победио.
Његов гроб, као и остаци његове палате су показивани у Олимпији, као и велика хумка у којој су биле закопане главе просилаца.

## Археологија
У Зевсовом храму, у Олимпији, на забатама су биле мермерне групе на којима су биле приказане припреме за трку Пелопа и Еномаја.